# Polystichum habbemense
Polystichum habbemense är en träjonväxtart som beskrevs av Nakaike. Polystichum habbemense ingår i släktet Polystichum och familjen Dryopteridaceae. Inga underarter finns listade.